# ニコライとアレクサンドラ
『ニコライとアレクサンドラ』（Nicholas and Alexandra）は、1971年のイギリス・アメリカ合衆国の歴史ドラマ映画。
監督はフランクリン・J・シャフナー、出演はローレンス・オリヴィエ、マイケル・ジェイストン、ジャネット・サズマンなど。
ロバート・K・マッシーの著書『ニコライ二世とアレクサンドラ皇后 ロシア最後の皇帝一家の悲劇』を原作とし、ロシア帝国最後の皇帝ニコライ2世とその皇后アレクサンドラが、ロシア革命後に一族共々処刑されるまでを描いている。

## ストーリー
1904年8月12日のアレクセイ皇太子の誕生から、1918年7月17日のロマノフ家の処刑までが描かれている。

## キャスト
ロシア皇族
- ニコライ2世: マイケル・ジェイストン
- アレクサンドラ皇后: ジャネット・サズマン
- アレクセイ皇太子: ロデリック・ノーブル（英語版）
- オリガ皇女: アニア・マーソン（英語版）
- タチアナ皇女: リン・フレデリック
- マリア皇女: キャンディス・グレンデニング（英語版）
- アナスタシア皇女: フィオナ・フラートン
- マリア皇太后: アイリーン・ワース（英語版）
- ニコライ・ニコラエヴィチ大公: ハリー・アンドリュース
- ドミトリー・パヴロヴィチ大公: リチャード・ウォーウィック（英語版）

側近
- セルゲイ・ウィッテ: ローレンス・オリヴィエ
- ピョートル・ストルイピン: エリック・ポーター（英語版）
- ウラジーミル・ココツェフ: モーリス・デンハム（英語版）
- グリゴリー・ラスプーチン: トム・ベイカー
- フェリックス・ユスポフ: マーティン・ポッター
- ウラジーミル・フレデリクス（英語版）: ジャック・ホーキンス
- サゾノフ: マイケル・レッドグレイヴ
- ミハイル・アレクセーエフ: ロイ・ドートリス
- エフゲニー・ボトキン医師: ティモシー・ウェスト
- コビリンスキー大佐（英語版）: ジョン・ウッド
- ドイツ人顧問: クルト・ユルゲンス
- アメリカ大使: アレクサンダー・ノックス

ボリシェヴィキ
- ウラジーミル・レーニン: マイケル・ブライアント（英語版）
- レフ・トロツキー: ブライアン・コックス
- アレクサンドル・ケレンスキー: ジョン・マケナリー
- ヨシフ・スターリン: ジェームズ・ハゼルディン（英語版）
- ナデジダ・クルプスカヤ: ヴィヴィアン・ピックルズ
- ワシーリー・ヤコヴレフ（英語版）: イアン・ホルム
- パンクラトフ: スティーヴン・バーコフ
- ゲオルギー・ガポン: ジュリアン・グローヴァー

## 製作
多くの俳優が候補に挙がっていた。
- ニコライ：レックス・ハリソン
- アレクサンドラ：ヴァネッサ・レッドグレイヴ、オードリー・ヘプバーン
- ラスプーチン：ユル・ブリンナー、マーロン・ブランド、ピーター・オトゥール

## 作品の評価

### 映画批評家によるレビュー
歴史家のアレックス・フォン・タンゼルマンはガーディアン紙での連載コラム「Reel history」において、エンターテインメントとしての評価をC+、歴史面での評価をB+とした上で「『ニコライとアレクサンドラ』は凄まじい演技と豪華なプロダクションデザインを誇っているが、肥大化していて不格好である。この映画には製作者がどうすればいいのかわからないほどの歴史がある。」としている。
ラジオ・タイムズ誌でトム・ハッチンソンは5点満点中3点をつけた上で「長すぎるとはいえ豪華な叙事詩」で「あまりに詰め込みすぎて間延びしている」とする一方で、「そのディテールに圧倒されるが、トム・ベイカーの目つきの悪い神秘的なラスプーチン役はとても楽しい」としている。
Rotten Tomatoesによれば、15件の評論のうち高評価は67%にあたる10件で、平均点は10点満点中6.20点となっている。

### 受賞歴
| 賞                                         | 部門               | 対象 | 結果       |
| ------------------------------------------ | ------------------ | --- | ---------- |
| 第44回アカデミー賞                         | 作品賞             | | ノミネート |
| 第44回アカデミー賞                         | 主演女優賞         | ジャネット・サズマン | ノミネート |
| 第44回アカデミー賞                         | 衣裳デザイン賞     | イヴォンヌ・ブレイク、アントニオ・カスティーヨ                                                                          | 受賞       |
| 第44回アカデミー賞                         | 劇映画作曲賞       | リチャード・ロドニー・ベネット                                                                                          | ノミネート |
| 第44回アカデミー賞                         | 美術賞             | 美術：ジョン・ボックス、アーネスト・アーチャー、ジャック・マックステッド、ギル・パロンドー 装置：ヴァーノン・ディクソン | 受賞       |
| 第44回アカデミー賞                         | 撮影賞             | フレディ・ヤング | ノミネート |
| 第43回ナショナル・ボード・オブ・レビュー賞 | 作品賞トップ10     | | 第6位      |
| 第29回ゴールデングローブ賞                 | 助演男優賞         | トム・ベイカー | ノミネート |
| 第29回ゴールデングローブ賞                 | 新人男優賞         | トム・ベイカー | ノミネート |
| 第29回ゴールデングローブ賞                 | 新人女優賞         | ジャネット・サズマン | ノミネート |
| 第25回英国アカデミー賞                     | 衣裳デザイン賞     | イヴォンヌ・ブレイク、アントニオ・カスティーヨ                                                                          | ノミネート |
| 第25回英国アカデミー賞                     | 美術賞             | ジョン・ボックス | ノミネート |
| 第25回英国アカデミー賞                     | 有望新人主演俳優賞 | ジャネット・サズマン | ノミネート |

## 日本語字幕
太田国夫